# 訃報 1973年6月
訃報 1973年6月（ふほう 1973ねん6がつ）では、1973年（昭和48年）6月中に物故した、又は物故が報じられた人物についてまとめる。

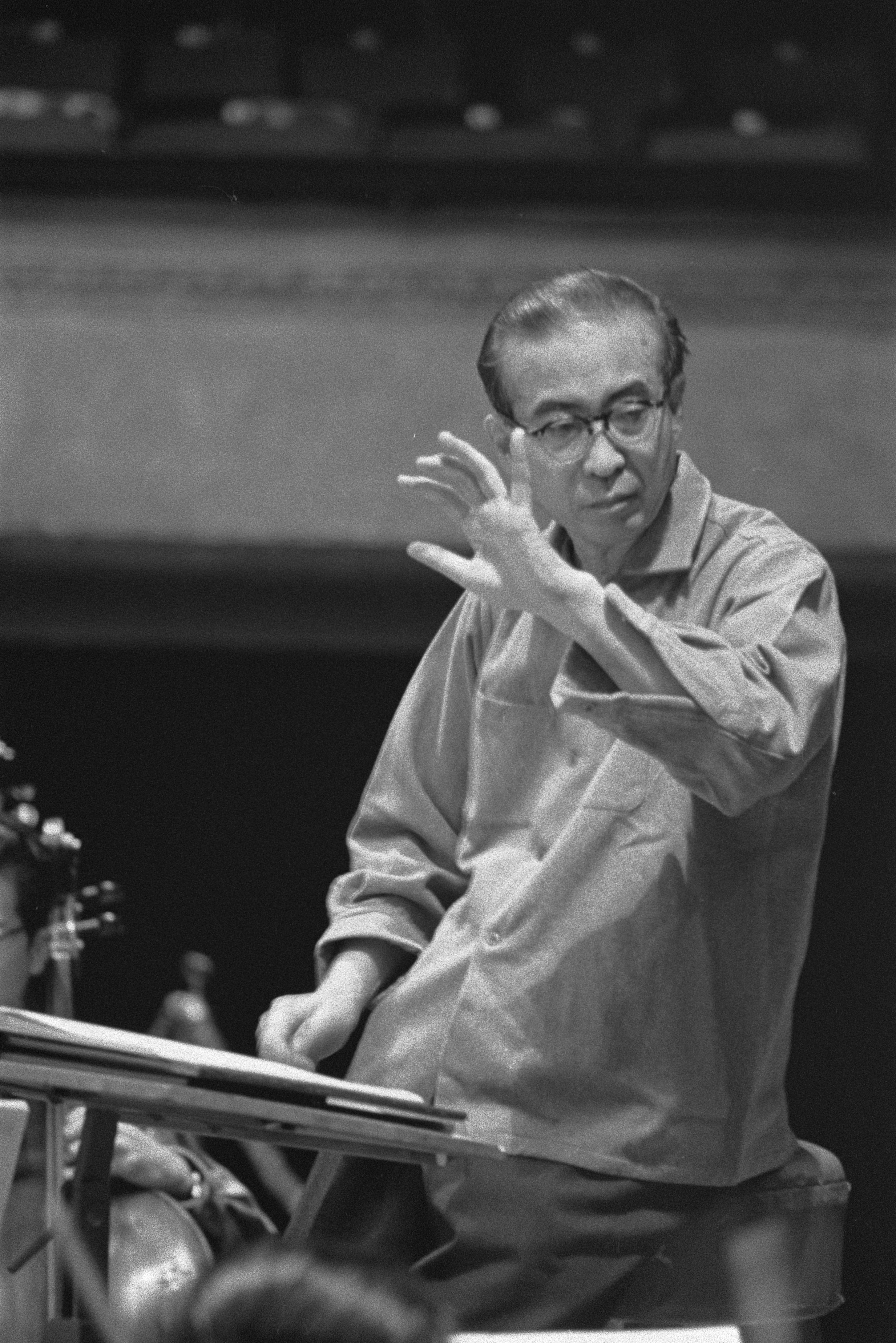
近衛秀麿 / 6月2日没

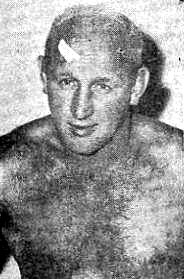
ドリー・ファンク・シニア / 6月3日没

## （1日 - 15日）
- 6月1日 - 和田鶴一、政治家・参議院議員（* 1912年）
- 6月2日 - 川上景司、撮影技師・特撮監督（* 1912年）
- 6月2日 - 近衛秀麿、指揮者（* 1898年）
- 6月3日 - ドリー・ファンク・シニア、プロレスラー（* 1919年）
- 6月4日 - 柏正男、政治家・衆議院議員（* 1903年）
- 6月8日 - 能代潟錦作、元大相撲力士（* 1895年）
- 6月8日 - 一松定吉、政治家（* 1875年）
- 6月9日 - 松村すすむ、衛生学者（* 1886年）
- 6月10日 - ウィリアム・インジ、劇作家、脚本家、小説家（* 1913年）
- 6月14日 - 鈴木力衛、フランス文学者・演劇評論家（* 1911年）

## （16日 - 30日）
- 6月18日 - 小崎道雄、日本基督教団牧師・神学者（* 1888年）
- 6月18日 - 田中萬一、検察官（* 1899年）
- 6月18日 - 城戸芳彦、弁護士（* 1900年）
- 6月19日 - 鈴木三郎助 (3代目)、実業家（* 1890年）
- 6月21日 - 加賀大介、作詞家（* 1912年）
- 6月22日 - 村本福松、経営学者（* 1890年）
- 6月22日 - 廣田不孤斎、古美術商・蒐集家（* 1897年）
- 6月25日 - 荒勝文策、物理学者（* 1890年）
- 6月25日 - 松山茂助、醸造学者・実業家（* 1890年）
- 6月25日 - 谷口茂寿、牧師（* 1895年）
- 6月29日 - 土方雄武、元華族（* 1905年）